# Seicho-no-ie
Seicho-No-Ie (生長の家) ou "Casa do Crescimento", em tradução literal, é uma nova religião de origem japonesa (Shinshūkyō) fundada em 1930 e que se faz presente em muitos países do mundo. A instituição religiosa se caracteriza pela crença na reencarnação, não-sectarismo, lei da atração, pelo estímulo ao aperfeiçoamento e pelo cuidado ambiental. Acreditam no Jissô que pode ser traduzido como "Imagem Verdadeira". A partir de dados apresentados em 31 de dezembro de 2021, a instituição religiosa alega que possui supostamente cerca de 1.040.503 membros em todo o mundo, sendo cerca de 348.119 aqueles que vivem no Japão e 692.384 fora deste país.

## História
A nova religião japonesa foi fundada em 1 de março de 1930 (5º ano da Era Showa) por Masaharu Taniguchi (谷口 雅春)  (Kobe, 22 de Novembro de 1893 – Nagasaki, 17 de Junho de 1985), um proeminente escritor japonês simpático ao Novo Pensamento Americano. Desde o ano de 1929, Taniguchi alegou receber revelações  feitas pela deidade xintoísta Suminoe-no-Ôkami, também conhecido por Shiotsuchi-no-Kami, Sumiyoshi, Seicho-no-Ie Ôkami ou simplesmente Deus. A religião se apresentava como a essência de todas as religiões e prometia a cura dos males psicológicos e físicos através do pensamento otimista e da crença no Jissô (Imagem Verdadeira, em português), a verdadeira realidade do Universo e dos sujeitos. Seu principal veículo de divulgação era um periódico com o mesmo nome da instituição.
Antes de fundar a nova religião, Masaharu Taniguchi foi membro e escritor da Omotô (Grande Fonte ou Grande Origem em português), uma nova religião japonesa surgida no século XIX e, por um breve período de tempo, da Ittoen, conforme argumenta Birgit Staemler. Diferente de outros fundadores de novos movimentos religiosos no Japão, Taniguchi tinha formação intelectual privilegiada e contato com a cultura ocidental, chegando, inclusive, a iniciar um curso superior na Universidade de Waseda. O curso não foi concluído pela falta de suporte familiar de sua tia adotiva.
Taniguchi também se interessava pela psicologia e por outras formas de conhecimento heterodoxos e pseudo-científicos que discutiam o lugar da mente na vida dos indivíduos, como é possível verificar em inúmeras publicações que se dedicam ao lugar da mente na vida e no destino dos sujeitos. Além disso, Taniguchi foi profundamente influenciado pelo Novo Pensamento Americano a partir da obra Law of Mind in Action, de Fenwick Holmes. Segundo Jonh S. Haller Jr,   a Seicho-no-Ie é provavelmente a maior denominação vinculada no Novo Pensamento Americano em todo o mundo.
Em 1932, o fundador deu início a sua principal obra doutrinária, a coleção de 40 volumes intitulada Seimei no Jissō (生命の實相, A Verdade da Vida, em português). No ano de 1941, a instituição foi reconhecida como uma religião pelo governo Imperial. É importante lembrar que naquele contexto inexistia liberdade religiosa no Japão em virtude da natureza teocrática do Xintoísmo de Estado que regulava o campo religioso.
Segundo H.N. McFarland, Takashi Meayama e Leila Bastos Albuquerque, a Seicho-no-Ie estava alinhada à ideologia nacionalista conhecida por Kokutai (Comunidade nacional, em tradução livre), que vigorou no Japão até a derrota em 1945, o que garantiu à instituição um destino melhor do que aquele enfrentado por outros grupos que contrariaram o poder. O fundador esposou a ideia da origem divina do Japão e do Crisântemo, o que naquela época legitimava o imperialismo nipônico. Segundo pronunciamento da Seicho-no-Ie, depois da derrota em 1945 Taniguchi experimentou novas revelações divinas que apontaram seus equívocos na interpretação do Kojiki (Crônica das Coisas Antigas, em português), obra mitológica japonesa que orientava o xintoísmo estatal.
Taniguchi enfrentou alguns problemas para reestruturar seu grupo religioso no país sob a nova constituição, o que certamente aconteceu em virtude de seu engajamento ideológico durante a guerra no Pacífico, responsável por macular a imagem do movimento religioso. A regularidade das atividades religiosas foi retomada em 1949. A despeito do fim do Xintoísmo de Estado, Taniguchi cultivou traços da ideologia nacionalista, o que estimulou o ingresso de seus seguidores na esfera política através do Yuseihogoho kaihai kisei domei (Liga para a abolição da lei de proteção à eugenia), criado em 1967. Em 1969, esse grupo passou a se chamar Seicho-no-ie seiji-rengo-kokkai-gi'in-renmei (A união política da Seicho-no-Ie e membros da Dieta), cuja sigla era Seiseiren. Além de combater o aborto, defendiam o ideal da família tradicional japonesa a partir do arquétipo imperial. Masaharu Taniguchi criticava a nova constituição japonesa (1947) e por isso evocava a necessidade do reavivamento do culto ao Imperador e a importância dos valores patrióticos. Algumas dessas ideias foram publicadas em língua portuguesa nos primeiros números do periódico Acendedor, publicado pela filial brasileira da Seicho-no-Ie durante a segunda metade da década de 1960, contexto da ditadura civil-militar. A participação política da instituição religiosa cessou em 1983. Contudo, os conteúdos nacionalistas antigos ofertam em nossos dias parte do suporte ideológico do grupo conhecido Nippon Kaigi (Conferência do Japão), cujo anelo é a restauração das tradições japonesas anteriores à derrota de 1945.[8] Na atualidade, a Seicho-no-Ie preserva mais elementos patrióticos que outras novas religiões japonesas, entre eles o hino nacional.
O movimento passou a existir oficialmente fora do Japão no início da década de 1960. Entretanto, focos religiosos já existiam nas décadas anteriores por vontade dos imigrantes japoneses que buscam na nova religião um meio de exercer sua identidade étnica nos países receptores. A visita de Masaharu Taniguchi ao Canadá, EUA  e, em especial ao Brasil, país onde Taniguchi passou três meses em 1963, foi o marco da internacionalização da religião. Hoje, a maior parte dos adeptos do novo movimento religioso japonês vivem no Brasil e por volta de 95% deles, pelo menos no Brasil, não têm descendência nipônica.
Os líderes que sucederam Masaharu Taniguchi, Seicho e Masanobu Taniguchi, respectivamente genro e neto do fundador, ampliaram o esforço de acomodação da religião às demandas planetárias contemporâneas. Assim como o fundador, seus sucessores realizaram viagens pelo mundo e principalmente para o Brasil. Atualmente, o Supremo Presidente Masanobu Taniguchi compatibiliza os conteúdos ético-religiosos  da Seicho-no-Ie ao combate do fundamentalismo, à promoção dos direitos humanos e, principalmente, à defesa do meio ambiente. A "virada ecológica" garantiu à instituição o selo ISO 14001 geralmente atribuído a empresas que promovem a sustentabilidade assim como inspirou a publicação em 2012 do livreto Daishizen Sanka, publicado no Brasil em 2014 com o título Canto em Louvor à Natureza. Ainda em 2014, a obra foi publicada em língua inglesa com o título Song in Praise of Nature.

## Cisões
O grupo religioso experimentou cisões nos últimos anos em virtude de esforços da instituição em acomodar seus conteúdos à cultura contemporânea. As cisões também estão relacionadas a inclusão de temas mais amplos, sociais e ambientais, pelo atual presidente mundial da Seicho-no-Ie. O atual presidente é acusado pelos dissidentes de tentar ocupar o lugar espiritual de seu avô e fundador da instituição religiosa. O propósito dos grupos que romperam com a instituição religiosa é o retorno às origens do movimento, com ênfase na dimensão patriótica da espiritualidade de Taniguchi.
A instituição Taniguchi Masaharu Sensei o Manabu Kai (Associação Para o Estudo Sobre o Mestre Masaharu Taniguchi) representa o esforço em preservar a integridade do ensinamento original revelado por Masaharu Taniguchi. Além do uso de palavras em língua japonesa, preservando a força da vibração espiritual original, segundo acreditam, os adeptos da cisão religiosa mantém intacta a revelação a respeito do Trono Japonês (Jissô do Imperador) e do lugar espiritual do Japão (Jissô do Japão). Ressalte-se que tais conteúdos estão presentes nas publicações de Mestre Masaharu Taniguchi, como é o caso do capítulo primeiro do décimo sexto volume da obra "A Verdade de Vida" editado antes do fim da II Guerra Mundial, em 1945. No Brasil, Osvaldo Murahara, ex-integrante da liderança da Seicho-no-Ie, é o principal divulgador da Manabu Kai.
Segundo acreditam, o movimento foi fundado para manter a integridade da obra de Taniguchi. Como em outros grupos sectários, compreendem que o caminho original traçado pelo fundador foi adulterado pela liderança contemporânea da instituição, em especial por conta da adesão à questão ecológica. Afirmam que a Manabu Kai detém a posse dos direitos autorais da coleção "A Verdade da Vida", "A Verdade" e das "Sutras Sagradas". Em sua prática diária, o grupo mantém diversos termos em japonês por entenderem que que é impossível traduzi-los sem prejuízos. Pelo mesmo motivo, entoam o Canto Evocativo de Deus na língua japonesa. Acreditam que a língua japonesa favorece o acesso ao sagrado e por isso as traduções não alcançam o sentido profundo da espiritualidade japonesa. Acrescenta-se ainda que a Manabu Kai se debruça sobre o Kojiki (Crônica das Coisas Antigas), texto mítico-religioso compilado a partir da tradução oral no século VIII da Era Comum, razão pela qual até nossos dias os dissidentes veneram o Imperador (Jissô do Imperador) e o Japão (Jissô do Japão).  Com efeito, enfatizam o Japão enquanto axis mundi espiritual, razão pela qual discordam de qualquer expediente tradutor, tanto do ponto de vista da língua como da cultura religiosa.Sabe-se que membros do Manuabi kai participam do grupo nacionalista Nippon Kaigi  (Conferência do Japão, em tradução livre).
Outro grupo dissidente é o Tokimitsuru-Kai, liderado no Japão por Kiyoshi Miyazawa, marido de uma neta de Masaharu Taniguchi e cunhado de Masanobu Taniguchi. Em agosto de 2015, o grupo Seicho-no-Ie Templo Sumiyoshi publica seu texto de fundação no Brasil. No site em língua portuguesa, encontramos sua filiação doutrinária com o Tokimitsuru-Kai do Japão.
Por enfatizarem uma ideia essencialista sobre a religião japonesa, a doutrina defendida pelos grupos dissidentes está em afinidade com a ideologia nacionalista conhecida por nihonjinron (Teoria da niponicidade, em tradução livre) que, grosso modo, sugere a existência de uma essência cultural e identitária japonesa historicamente homogênea e imune aos efeitos do tempo. Nesses termos, acreditam que  o retorno à essência sagrada implica o acesso à sua manifestação mais  pura e original cuja fonte espiritual é o Japão, o centro para onde todas as coisas convergem.
Os dissidentes alegam que a nova sede da religião, o Escritório da Floresta, inaugurado em julho de 2013 na cidade de Hakuto,Província de Yamanashi, corporifica a mudança em relação ao conteúdo original do mestre fundador. A nova sede, cercada por uma ampla área florestal e erigido a partir do pensamento sustentável da Ecologia Profunda, substituiu a sede original fundada por Masaharu Taniguchi em Tóquio.

## Composição doutrinária
Como vários outros novos movimentos religiosos, a Seicho-no-Ie bricola elementos de religiões diversas, em especial do cristianismo, do budismo e do xintoísmo, três grandes religiões presentes ao longo da história do Japão. Seus preceitos morais são enraizados em princípios familistas e organicistas provenientes do confucionismo.  Desde o início, as revelações de Masaharu Taniguchi apontam para a essência comum de todos os credos, uma espécie de perenialismo religioso que certamente chegou até Taniguchi pela influência da doutrina da Ômoto. Apesar disso, a nova religião é vinculada principalmente ao xintoísmo. Assinala-se, contudo, que ao longo da história religiosa japonesa o budismo, o xintoísmo e confucionismo não foram experimentados como tradições distintas, mas complementares, como afirmam Joseph M. Kitagawa e Robert Ellwood.
A divindade cultuada pela Seicho-no-Ie é representada como a fonte de toda a vida. Ela se manifesta em vários avatares ao longo da história, entre eles Sumiyoshi, também conhecido por Shiotsuchi-no-Kami, OkuniNushi-no-Mikoto, Amaterazu, Jizô Bosatsu, Kanzeon Bosatsu, personagens das narrativas religiosas xintoístas e budistas. Takashi Maeyama afirma que a Grande Vida, isto é, Deus, foi associado pela Seicho-no-Ie a Ame-no-Minaka-Nushi-no-Kami, a deidade primordial do Kojiki. Essa divindade também é objeto de culto de outras novas religiões japonesas.
O ponto chave da doutrina religiosa é a crença no Jissô (実相),  traduzido como Imagem Verdadeira. O Jissô é a natureza divina eterna cujas qualidades são a abundância, a perfeição e a não transitoriedade. Em virtude disso, a doutrina de Taniguchi afirma que  mundo transitório dos fenômenos não tem dignidade ontológica.Segundo o fundador, foi-lhe revelado a seguinte verdade: “Matéria não existe, o corpo não existe, nem existe alma, o único que existe é Jissô. Jissô é Deus. Apenas Deus existe. O espírito de Deus e sua manifestação é a única realidade. Isso é Jissô".
Os conteúdos doutrinários da Seicho-no-Ie são expressos de forma prática e em linguagem simples, sendo comum o esforço para validá-los a parte do diálogo com a psicanalise, a psicologia e outras ciências. Essa aproximação com outras formas de apreensão da realidade influencia a autoimagem da instituição e de seus adeptos que entendem que a doutrina em questão é também uma filosofia de vida e uma ciência. Essa postura é compartilhada por várias espiritualidades contemporâneas que acreditam na compatibilidade entre religião e ciências.
O Jissô é a grande vida divina (daiseimei, em japonês) que nutre e sustenta toda a existência. A realização espiritual do adepto consiste em alcançar a consciência do Jissô que constitui seu eu interior, os próximos e a vida em sua totalidade. Ser "filho de Deus" para a Seicho-no-Ie significa partilhar da essência divina incorrupta e eterna.
Através da técnica meditativa Shinsokan, de entoações que evocam a verdadeira natureza das coisas e da disposição otimista através do pensamento e da palavra  os sujeitos harmonizam sua existência com o Jissô e acessam o sagrado em seu íntimo, o que lhes permite a conexão harmoniosa com a totalidade da vida. A despeito de sua conexão com o cristianismo, a Seicho-no-Ie acredita que o homem não é pecador já que, enquanto filho de Deus e consubstancial a ele, sua real natureza é impoluta. A ideia de pecado, assim como as doenças e mesmo a pobreza são concebidos como produtos da projeção ilusória que constitui o que se chama de "mundo fenomênico" . Sua dissipação acontece com a mudança da consciência em relação ao Jissô dos Filhos de Deus.
Além do despertar da consciência para o Jissô, a Seicho-no-Ie acredita que a reverência aos antepassados é fundamental para a harmonia pessoal. Os antepassados são as raízes do tronco familiar e não reverenciá-los implica trazer sobre si insucessos. Por essa razão, os adeptos do movimento têm em casa pequenos altares particulares do tipo butsudan onde se encontram placas com os nomes dos familiares.
Em virtude da ênfase no que chamam de Lei Mental, os adeptos da Seicho-no-Ie adotam o pensamento otimista como meio de harmonizar-se com o Jissô e manifestar no mundo fenomênico a perfeição da Grande Vida. Acreditam que a mente comanda a experiência humana e por isso a consciência de sermos filhos de Deus implica uma vida de realizações. É nessa lei que se assenta a disposição otimista da nova religião em algumas das nuance do Novo Pensamento do qual ela se originou. Por esse motivo, as publicações e preleções da Seicho-no-Ie focam em declarações otimistas a respeito da condição humana.
Outra doutrina que se destaca é o princípio de que "todas as coisas convergem para o centro". Essa doutrina estabelece uma ética da harmonização entre as partes que constituem o todo do universo. O "centro" é o próprio Jissô, a essência divina do Universo ou Deus que também nos constitui.
Nos últimos anos, sobretudo desde a ascensão de Masanobu Taniguchi ao posto de Supremo Presidente Mundial no ano de 2009, a Seicho-no-Ie tem se dedicado à enfatizar a ecologia em sua doutrina religiosa. Essa disposição sugere que a Imagem Verdadeira, enquanto totalidade da vida, inclui também a natureza. A sacralização da natureza está assentada na cosmologia da unidade entre Deus, humanidade e natureza. A aproximação com a ecologia foi possível em virtude da apropriação religiosa de princípios da Ecologia Profunda e da Teoria de Gaia com os quais Masanobu Taniguchi está familiarizado. Nesse sentido, a Seicho-no-Ie  assume, na contemporaneidade, uma identidade ecoespiritual.
O atual presidente também empreende esforços em adaptar os conteúdos à tradição religiosa do público alvo dos países onde o movimento se desenvolveu. É por esse motivo que no Brasil o que antes era chamado de "culto aos antepassados" foi renomeado "reverência aos antepassados", o que aproxima a nova religião da sensibilidade religiosa cristã, sobretudo a católica.

## Práticas e meios de divulgação
Aqueles que praticam os ensinamentos da Seicho-No-Ie aprendem a reconhecer sua verdadeira natureza de filho de Deus. Acreditam que em virtude dessa consciência do divino interior sua realidade diária é transformada: reconciliação de lares em desarmonia, exteriorização de grandes talentos, êxito profissional, solução de problemas econômicos e amorosos, etc.
Em linhas bastante gerais, as principais práticas da Seicho-no-Ie dizem respeito a:
- Evocação do Jissô através do Canto Evocativo de Deus;
- Cerimônia de Culto aos Antepassados;
- Cerimônia de Purificação da Mente
- Meditação Shinsōkan;
- Oração para a manifestação da "Forma Humana".

Essas práticas são desenvolvidas nos encontros semanais da instituição, nas conferências, nos eventos de treinamento das academias religiosas e na cerimônia anual realizada no santuário de Hoozo que, no Brasil, faz parte do complexo da Acadêmia de Treinamento Espiritual de Ibiúna, em São Paulo. Algumas dessas práticas, sobretudo a meditação Shinsōkan, também são realizadas de forma privada e diária pelos indivíduos. Outras acadêmias de treinamento estão distribuída em algumas cidades brasileiras e ao redor do mundo. Geralmente, elas servem para encontros em que acontecem práticas,  preleções e aperfeiçoamento doutrinário.
Merecem destaque ainda os vários congressos e seminários, dentre eles o Seminário de Luz.
Atualmente, a Seicho-no-Ie divulga sua doutrina por meio de livros doutrinários, entre eles a coleção de quarenta volumes A Verdade da Vida, e de publicações periódicas destinadas a públicos específicos que constituem as Associações internas da instituição. São elas:
- Revista Fonte de Luz, conhecida anteriormente no Brasil por Acendedor;
- Revista Mulher Feliz, conhecida anteriormente por "Pomba Branca";
- Revista Mundo Ideal;
- Revista Querubim;
- Jornal Circulo de Harmonia.

Acrescenta-se ainda o uso das redes sociais, páginas oficiais na internet, blogs de preletores, vídeos no Youtube e a participação no programa caritativo Teleton, exibido pelo Sistema Brasileiro de Televisão (SBT).

## Organização interna
A sede mundial da Seicho-no-Ie se localiza hoje no Escritório na Floresta, localizado na cidade de Hokuto, Província de Yamanashi, cidade de cerca de 45 mil habitantes localizada a cerca de 125 km de Tóquio, onde se encontra a antiga sede fundada por Masaharu Taniguchi.
A instituição possui uma administração centralizada pela sede japonesa, a despeito da disposição de suas lideranças em estabelecer meios de atuação religiosa em diálogo com as culturas nacionais que receberam a nova religião. A centralização pode ser sentida principalmente no esforço institucional de controle sobre as publicações religiosas e no estabelecimento da forma correta de conduzir as práticas diárias.
Aqueles que se vinculam mais profundamente à Seicho-no-Ie se tornam contribuintes da "Missão Sagrada" de divulgação iniciada por Masaharu Taniguchi. Através de contribuições financeiras e também da doação de trabalho, os sujeitos ampliam seu envolvimento como grupo e deixam de ser apenas simpatizantes para se tornarem membros efetivos. Os mais engajadas e imbuídos da vontade de aprender e divulgar, se tornam Preletores.
A instituição está presente em vários países do mundo, como EUA, Canadá, Brasil, Peru, Austrália, Angola, Espanha, etc. No Brasil, existem sedes em praticamente todos os estados e sua sede central se localiza no bairro do Jabaquara, na Cidade de São Paulo (SP). A Seicho-no-Ie é constituída por Associações voltadas a públicos específicos. O conjunto delas dá origem a núcleos onde são realizadas reuniões religiosas, cerimônias e palestras. Por ser um movimento criado por um leigo, isto é, um sujeito que não era sacerdote de uma religião estabelecida, a Seicho-no-Ie não possui um corpo sacerdotal. Seus principais agentes de doutrinação são os Preletores que, grosso modo, são selecionados entre aqueles que se dedicam ao aprofundamento doutrinário através de cursos de formação. O grau de formação dos preletores varia de acordo com o esforço individual ao longo de módulos de estudo e de avaliações. Há, portanto, Preletor Aspirante, Preletor Júnior, Preletor Sênior e Preletor Master. É possível alcançar um novo status quando o sujeito se dedica à condição de preletor internacional. Outros agentes religiosos do grupo são os divulgadores que, no geral, são pessoas com alguma experiência na doutrina e que assumem o compromisso de aquisição mensal de revistas com o fito de distribui-las.

## Missão da Tocha Sagrada
Masaharu Taniguchi, fundador do movimento da Seicho-no-Ie, foi presidente da instituição até o ano de seu falecimento, em 1985. O sucessor foi Seicho Taniguchi (nascido como Seicho Arashi), genro de Masaharu, para o qual foi delegada a Missão da Tocha Sagrada, o símbolo da liderança do movimento da iluminação mundial proposta pela instituição. Seicho Taniguchi permaneceu até 2008, ano de seu falecimento. Desde então, seu filho Masanobu Taniguchi é o presidente atual da Seicho-no-Ie. O ideal da Tocha Sagrada expressa o entendimento de que a nova religião japonesa levará a luz para o mundo a partir da doutrina que bricola elementos de várias tradições.

## Normas Fundamentais dos Praticantes da Seicho-No-Ie
- 1ª Agradecer a todas as coisas do Universo;
- 2ª Conservar sempre o sentimento natural;
- 3ª Manifestar o amor em todos os atos;
- 4ª Ser atencioso para com todas as pessoas, coisas e fatos;
- 5ª Ver sempre as partes positivas das pessoas, coisas e fatos, e nunca as suas partes negativas;
- 6ª Anular totalmente o ego;
- 7ª Fazer da vida humana uma vida divina e avançar crendo sempre na vitória infalível;
- 8ª Iluminar a mente, praticando a Meditação Shinsokan todos os dias, sem falta.